# Abelitzmoor II
Abelitzmoor II ist eine kleine Moorkolonie am Nordrand der Stadt Aurich in Ostfriesland. Der Ort zählt zum Stadtteil Georgsfeld. Die Nachbarkolonie Abelitzmoor I liegt wenige Kilometer nordöstlich.
Benannt ist die Siedlung nach dem Flüsschen Abelitz, dessen Bezeichnung sich wiederum aus dem urgermanischen Begriff *apa für Gewässer und dem friesischen Appellativ Letze zusammensetzt und damit Fließgewässer bedeutet. Sie liegt auf Geestboden etwa 2,5 Kilometer vom Tannenhausener Ortskern am Rand des früheren Hochmoores.
Der Wohnplatz bestand ursprünglich aus drei Höfen, die von 1913 bis 1915 errichtet wurden und ab 1915 als Strafgefangenenlager diente. Die Insassen des Lagers mussten im Moor Kultivierungsarbeiten leisten. Bis 1930 wurde der Abelitz-Moordorf-Kanal als Transportweg für Torf und Düngemittel nach Abelitzmoor II genutzt. Danach kam der Verkehr auf dem Gewässerabschnitt von Abelitzmoor II bis Moordorf völlig zum Erliegen.
Die Gebäude befinden sich nach einem Verkauf im Jahre 1928 heute alle in Privatbesitz.